# Farmington (New Mexico)
Farmington (Navajo: Tótah) is een plaats (city) in de Amerikaanse staat New Mexico, en valt bestuurlijk gezien onder San Juan County. Het is de grootste plaats in de regio Four Corners. Nabij zijn enkele Indianen-monumenten, waaronder het Aztec Ruins National Monument en Salmon Ruins.

## Demografie
Bij de volkstelling in 2000 werd het aantal inwoners vastgesteld op 37.844.
In 2006 is het aantal inwoners door het United States Census Bureau geschat op 43.573, een stijging van 5729 (15,1%) ten opzichte van zes jaar eerder.
In 2005 is er een volkstelling gehouden waarbij naar etniciteit gekeken is. Van de inwoners was 70,74% blank, 16,96% Native American, 0,84% Afro-Amerikaan, 0,52% Aziatisch en 17,66% Latino/Hispanic. De rest van de inwoners behoorde tot een ander ras of tot twee rassen. Het relatief grote aantal indianen is kenmerkend voor de streek, waar onder meer enkele reservaten zijn te vinden. Net buiten Farmington is een reservaat voor de Dineh-indianen.

## Geografie
Volgens het United States Census Bureau beslaat de plaats een oppervlakte van
69,9 km², waarvan 68,8 km² land en 1,1 km² water.

## Plaatsen in de nabije omgeving
De onderstaande figuur toont nabijgelegen plaatsen in een straal van 20 km rond Farmington.